# Am Goldberg

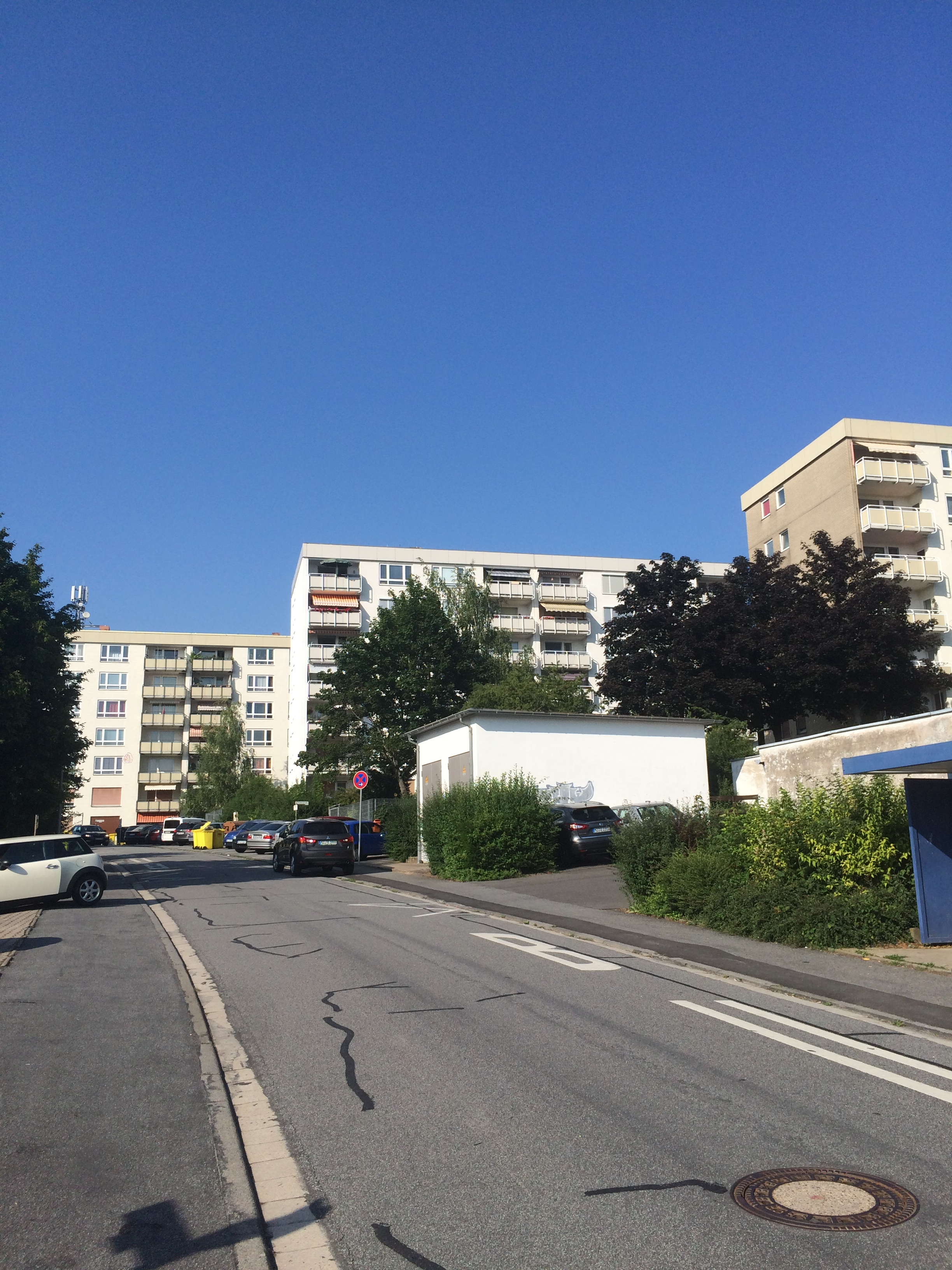
Am Goldberg

Am Goldberg ist eine Trabantensiedlung der Stadt Nieder-Olm im Landkreis Mainz-Bingen in Rheinland-Pfalz.

## Lage und Geschichte
Die Siedlung befindet sich am südöstlichen Stadtrand und liegt höher als die anderen Stadtteile von Nieder-Olm. Landesstraßen führen nach Zornheim, Sörgenloch und zur Kernstadt Nieder-Olm. Die reine Wohnsiedlung wurde in den 1960er Jahren erschlossen, um auf den Zuzug von Arbeitnehmern des damals in Mainz neu angesiedelten Unternehmens IBM und des ZDF zu reagieren.

## Infrastruktur
Der Stadtteil besteht überwiegend aus Einfamilienhäusern und Bungalows. Im nördlichen Teil befinden sich vier mehrstöckige Mehrfamilienhäuser.
Der Goldberg verfügt über keine Einkaufsmöglichkeiten und ist über das Netz des KRN an den ÖPNV angeschlossen.
Im April 1977 wurde ein Trimm- und Bolzplatz mit Rollschuhbahn, Fußballkleinfeld und einem Spielplatz mit Seilen, Kletterbalken, Reck, Barren und anderen Trimm-Dich-Geräten eingerichtet.